# Jökulsá á Fjöllum
Jökulsá á Fjöllum (isl. „rzeka lodowcowa w górach”) – rzeka w północnej Islandii, druga pod względem długości rzeka na wyspie (206 km), największa pod względem powierzchni dorzecza. 
Jej źródła znajdują się w interiorze, wypływa z lodowca Dyngjujökull, w północnej części największego islandzkiego lodowca Vatnajökull. Płynie w kierunku północnym. W górnym biegu mija dwa znane wulkany: Askja (1516 m n.p.m.) i Herðubreið (1682 m n.p.m.). W dolnym biegu w wąwozie Jökulsárgljúfur (chronionym w ramach parku narodowego o tej samej nazwie) jej wody pokonują serię wodospadów: najpierw Selfoss, Dettifoss (najwyższy ze wszystkich - 44 m wysokości) i Hafragilsfoss, a dalej Réttarfos i Vigabergsfoss. Odcinek ten powstał po wybuchu wulkanu leżącego pod dnem rzeki. Z biegiem czasu jej wody utorowały sobie drogę przez wielkie okruchy skał. Podkowiasty wąwóz Ásbyrgi, który rzeka mija nieco dalej na północ, powstał również w tym okresie, kiedy rzeka szukała sobie nowej drogi na północ. Uchodzi deltowo do zatoki Öxarfjörður (Axarfjördur), do Oceanu Atlantyckiego. Nad rzeką brak jest większych osad.